# 2000年夏季奥林匹克运动会毛里塔尼亚代表团
毛里塔尼亚参加了9月15日至10月1日在澳大利亚悉尼举行的2000年夏季奥林匹克运动会。此次参赛是毛里塔尼亚第五次参加夏季奥运会，代表团派出了两名田径运动员：西迪·穆罕默德·乌尔德·比杰尔和法图·迪昂，两人均未能通过各自项目的首轮比赛。

## 背景
1979年1月1日，毛里塔尼亚国家奥林匹克和体育委员会得到了国际奥委会的承认。毛里塔尼亚在1984年洛杉矶奥运会上完成首秀，并于此后参加了每届夏季奥运会，但他们尚未参加冬季奥运会。悉尼奥运会是毛里塔尼亚第五次参赛，代表团包括两名田径运动员西迪·穆罕默德·乌尔德·比杰勒和法图·迪昂。比杰勒担任开幕式旗手。

## 田径
法图·迪昂在参加悉尼奥运会时年仅16岁，这也是她唯一一次参加奥运会。迪昂是毛里塔尼亚派往奥运会的首位女运动员。9月23日，她参加了女子100米首轮比赛，并分在了第七组。迪昂最终以13.69秒的成绩完赛，在小组中排在第九位，比小组头名巴哈马选手钱德拉·斯图鲁普慢了两秒多的时间，未能晋级下一轮。
西迪·穆罕默德·乌尔德·比杰尔在参加悉尼奥运会时18岁，这同样也是他唯一一次参加奥运会。9月25日，他参加了男子1500米首轮比赛，并分在了第三组。比杰尔以4分03秒74的成绩完赛，在小组中排在第14位，未能晋级半决赛。
图示
- 注 – 径赛排名仅为运动员所处小组排名

| 选手                        | 比赛项目   | 预赛    | 预赛 | 四分之一决赛 | 四分之一决赛 | 半决赛 | 半决赛 | 决赛   | 决赛   |
| 选手                        | 比赛项目   | 时间    | 排名 | 时间         | 排名         | 时间   | 排名   | 时间   | 排名   |
| --------------------------- | ---------- | ------- | ---- | ------------ | ------------ | ------ | ------ | ------ | ------ |
| 法图·迪昂                   | 女子100米  | 13.69   | 9    | 未晋级       | 未晋级       | 未晋级 | 未晋级 | 未晋级 | 未晋级 |
| 西迪·穆罕默德·乌尔德·比杰尔 | 男子1500米 | 4:03.74 | 14   | 无           | 无           | 未晋级 | 未晋级 | 未晋级 | 未晋级 |